# Proagonistes neavi
Proagonistes neavi är en tvåvingeart som beskrevs av Stanley Willard Bromley 1930. Proagonistes neavi ingår i släktet Proagonistes och familjen rovflugor. Inga underarter finns listade i Catalogue of Life.